# Közép (horvátországi politikai párt)
A Közép horvátul: Centar, korábbi nevén Pametno egy politikai párt Horvátországban. 2013-ban hozták létre egyesületként, majd 2015-ben párttá alakultak. A 2015-ös parlamenti választáson még csak a 10. számú választókerületben indultak, mandátumhoz pedig nem jutottak. 2016-ban viszont koalíciót épített maga köré, és így országszerte tudott jelölteket indítani. A választáson végül 2,1 százalékot szerzett, és így nagy ismertségre tett szert Horvátországban. 2017 decemberében a párt az ALDE teljes jogú tagja lett. A 2020-as parlamenti választásokon viszont bejutott a parlamentbe, ahol a HDZ-kormány egyik ellenzéke lett. 2020 novemberében a párt változtatta a nevét Centar.

## Története
A Pametnót 2013-ban polgári kezdeményezésként alapította Marijana Puljak informatikus „Za pametne ljude i pametan grad” („Az okos emberekért és okos városért”) néven Horvátország második legnépesebb városában, Splitben. 2010-ben Puljak Split 6000 lakosú Žnjan városrészének képviselője volt. Munkája során sikereket ért el a kerületi társadalmi élet felélesztésével, játszótér építésének elindításával és egy új kerületi iskola építési engedélyének megszerzésével. 2013-ban megalapította a polgári kezdeményezést, amely részt vett a 2013-as helyhatósági választásokon, és végül meglepő módon 4 mandátumot szerzett a spliti városi tanácsban.
2015-ben a polgári kezdeményezés politikai párttá alakult, amelynek munkája az „Új emberek egy új politikáért”, „Tudomány és oktatás, mint a társadalom alapja” és „Tényeken alapuló politika” elvekre épült.
Pametno részt vett a 2015-ös horvát parlamenti választásokon, de nem szerzett mandátumot a parlamentben. A 2016-os horvát parlamenti választásokon a párt a kétpárti „Fordítsd meg Horvátországot” koalíció tagjaként országossá vált, és végül a megszerzett szavazatok tekintetében a 7. helyen végzett, de nem kapott mandátumot.
2017. december 1-jén a pártot felvették a Liberálisok és Demokraták Szövetsége Európáért Párt tagjai közé.
A 2021-es spliti helyhatósági választásokon a párt jelöltje Split polgármestere, Ivica Puljak volt. Az első körben elsőként ért végzett, míg a második fordulóban megverte a HDZ jelöltjét, Mihanovićot. A Központ a 31 helyből 7-et is szerzett a tanácsban, ezzel második lett.
A 2022. júniusi rendkívüli választáson Puljak Ivica polgármester megerősítette mandátumát, és 15 középpárti képviselő került be a városi tanácsba.

## Választási eredmények
| Választás | Szavazatok száma | Szavazatok aránya | Mandátumok száma | Parlamenti szerepe |
| --------- | ---------------- | ----------------- | ---------------- | ------------------ |
| 2015      | 3268             | -                 | 0                | nem jutott be      |
| 2016      | 38 812           | 2,06%             | 0                | nem jutott be      |
| 2020      | 66 399           | 3,98%             | 1                | ellenzék           |

| Választás | Szavazatok száma | Szavazatok aránya | Mandátumok száma |
| --------- | ---------------- | ----------------- | ---------------- |
| 2019      | 15 074           | 1,40%             | 0                |

## Fordítás
- Ez a szócikk részben vagy egészben  a   Centre (Croatian political party) című angol Wikipédia-szócikk ezen változatának fordításán alapul.  Az eredeti cikk szerkesztőit annak laptörténete sorolja fel. Ez a jelzés csupán a megfogalmazás eredetét és a szerzői jogokat jelzi, nem szolgál a cikkben szereplő információk forrásmegjelöléseként.

## Külső hivatkozások
- honlap